# 代宁
代宁是德国巴伐利亚州的一个市镇。总面积71.37平方公里，总人口4296人，其中男性2131人，女性2165人（2011年12月31日），人口密度60人/平方公里。